# Rachel Matt Thorn
Rachel "Matt" Thorn (12 mei 1965) is een cultureel antropologe en hoogleraar aan de mangafaculteit van de Kyoto Seika Universiteit.
Ze is vooral bekend in de Verenigde Staten voor haar werk rond shojo manga. Ze bezocht verscheidene anime-beurzen, waaronder Otakon 2004. Thorn koos ervoor om shojo manga te vertalen naar het Engels nadat zij halverwege de jaren 1980 Thomas no Shinzo las van Hagio Moto.
In maart 2010 werd aangekondigd dat Thorn een verzameling manga zou uitgeven bij Shogakukan en Fantagraphics.